# شهرداری کوتسنی
کوتسنی (به لاتین: Kocēni Municipality) یک شهرداری در کشور لتونی است. کوتسنی ۷٬۰۳۱ نفر جمعیت دارد.